# Empalme Lobos
Empalme Lobos es una localidad del partido de Lobos, provincia de Buenos Aires, Argentina.

## Población
Junto con la ciudad de Lobos cuentan entre ambas con 29 868 habitantes (Indec, 2010).

## Historia
En 1871 llega a Lobos el Ferrocarril del Sud, cuya trocha se desplaza de Norte a Sud, dividiendo en dos la traza del pueblo y ocupa para su playa de maniobras y descarga seis manzanas del núcleo central.
En 1896, la empresa de ferrocarriles proyecta establecer una estación de empalme, eligiendo para emplazarla un sector que comprendía a parte de las quintas 67 y 68 y la chacra N.º 4, propiedad de Antonio Caminos, lo que da origen a un nuevo parcelamiento que desborda el límite norte establecido por Meyrelles con la avenida de Cincunvalación.
Alrededor de la estación se genera el asentamiento de una serie de villas que fueron el origen de los barrios actuales: Villa Cattoni, Villa Caminos, contenidas por las vías de empalme ferroviario. El espacio urbano que se generó quedó dividido en tres sectores, realizándose su trazado a medio rumbo, con un concepto más moderno de la ciudad.
Los años de esplendor del ferrocarril marcaron a fuego el crecimiento de Empalme. La posición estratégica de la estación permitió que grandes talleres ferroviarios se ubicaran en el predio de la misma, produciéndose con ellos la llegada de gran cantidad de trabajadores, quienes se instalaron definitivamente en suelo empalmeño. 
A su vez, el impulso de los trenes movilizó una importante actividad industrial y comercial en la zona. Con el establecimiento de fábricas como Electromac y Magnasco, el radio circundante a la estación fue el lugar de residencia elegido por muchos obreros fabriles, que se sumaron así a la gran cantidad de ferroviarios que ya habitaban Empalme.

## Actualidad
En la actualidad la actividad del ferrocarril es mínima, funcionando en la estación una única boletería y el merendero "Hijos del Pueblo". El edificio que antaño fuera orgullo de los empalmeños, y destino obligado diario de miles de pasajeros y trabajadores del tren, hoy presenta un estado de abandono total. 
El predio y los galpones que alguna vez correspondieron a los talleres, hoy sirven de asentamiento a población pobre y marginal que los ha ocupado.
A su vez, en la periferia inmediata de la estación, puede observarse el impacto que tuvo la merma casi total del quehacer ferroviario. Grandes estructuras que alguna vez denotaron un naciente desarrollo comercial, desde hace años prácticamente en ruinas, permanecen pasivas ante el curso del tiempo. 
Actualmente se debaten proyectos en el Concejo Deliberante local, a efectos de trasladar dependencias municipales al edificio de la estación. 
A pesar de las desavenencias del ferrocarril, el crecimiento de Empalme en los últimos años ha sido explosivo, duplicando su población con respecto a la década anterior. 
La localidad de Empalme Lobos ha sido elegida para la construcción de 445 viviendas, en el marco del Plan Federal. Las mismas fueron entregadas a fines de 2009. 
Actualmente los nuevos empalmeños ocupan sus flamantes hogares.

## Educación
Educación inicial:
- Jardín de Infantes N.º 902, "Merceditas de San Martín".
- Jardín de Infantes N.º 911.
Nivel Primario Básico:
- Escuela N.º 2, "Domingo Faustino Sarmiento". Comenzó a funcionar el 5 de junio de 1878.
- Escuela N.º 19, "Hipólito Yrigoyen". 
- Escuela N.º 26, "Nuestra Señora del Carmen". 
Educación complementaria
- Centro educativo complementario N.º 801(CEC).

## Sitios de interés
- Estación Empalme Lobos. Declarada Patrimonio Cultural, Histórico y Arquitectónico por la Municipalidad de Lobos (ordenanza 1696/95 y 1919/98) 
- Club Unión Deportivo Provincial. De importante actividad deportiva, es animador constante de los torneos de La Liga Lobense de Fútbol y del torneo nacional de fútbol playa. Se destaca a su vez en competencias de atletismo y bochas, organizadas en el marco zonal. En sus instalaciones se llevan adelante actualmente otras actividades, tales como Patín Artístico y Taekwondo.
Cuenta con un gran salón de usos múltiples, renovado y acustizado especialmente para eventos musicales y bailables de gran envergadura. 
- Club Social Deportivo y Biblioteca Popular Rivadavia. Sin lugar a dudas un club con instalaciones únicas en la zona, huella viva del préterito esplendor empalmeño. Posee una completa biblioteca popular a disposición de la comunidad, pileta de natación climatizada, campo de deportes con 2 Canchas de Rugby, Estadio de Futbol 11 Juan José Scasso, microestadio cerrado, gimnasio, cantina, entre otra infraestructura propia.
Con habitualidad se realizan en el club: clases de defensa personal y gym, competencias de tenis, Rugby y atletismo -destacándose en esta última disciplina la organización del evento "Uniendo pueblos"-, Torneo de Fútbol de Libres en el estadio "Juan José Scasso", y actividades culturales en el marco de la biblioteca. 
Durante la temporada estival el club lleva adelante, en función de la pileta y sus instalaciones de influencia, colonia de vacaciones y escuela de natación.
- Plaza Martín Fierro. Creada en 1973 y reinaugurada recientemente.
- Plaza San Patricio. Designada a petición de los alumnos de la Escuela N.º 2 (ordenanza 1985/99)
- Iglesia San Patricio. Declarada patrimonio arquitectónico, cultural e histórico municipal por la ordenanza 1967/99.
- Iglesia San Vicente Pallotti.
- FM Digital Empalme Lobos.

## En la cultura popular
- Empalme Lobos aparece en el texto "Un modelo para la muerte", de Bioy Casares-Borges (1946).
- El conductor televisivo Marcelo Tinelli, en numerosas ocasiones, ha recordado con nostalgia a la estación de Empalme Lobos, como lugar de paso en sus viajes a la ciudad de Bolívar. Particularmente ha hecho referencia a la famosa confitería ubicada en el predio décadas atrás y de la que hoy sólo se observan ruinas y abandono.
- El tenor Carlos Natale vivió toda su infancia en Empalme, donde aún residen sus padres.

## Parroquias de la Iglesia católica en Empalme Lobos
| Arquidiócesis | Mercedes-Luján      |
| ------------- | ------------------- |
| Parroquia     | San Vicente Palotti |